# Hidișelu de Sus
Hidișelu de Sus là một xã thuộc hạt Bihor, România. Dân số thời điểm năm 2002 là 3324 người.